# 임서
임서(臨書)는 자습서를 곁에 놓고 보면서 쓰는 것, 그리고 그렇게 쓴 글씨를 말한다. 학서(學書)에 가장 많이 쓰이는 방법으로서, 효과가 크기 때문에 초심자, 대가의 구별없이 행해진다. 임서에는 형림(形臨)과 의림(意臨)이 있다. 형림은 자형(字形)을 충실하게 보고서 쓰는 것이며, 의림은 그 글씨의 뜻(마음)을 파악해서 표현함에 중점을 둔 방법이다. 그러나 글씨의 정신은 자형을 통하여 해석·표현되어야 하므로 앞뒤가 서로 연결되는 것이라 한다. 이 밖에 배림(背臨)이라는 방법이 있다. 그것은 자습서를 잘 관찰하고서 충분히 그 뜻을 배우고 난 다음, 붓을 내릴 때에는 자습서를 보지 않고서 쓰는 것을 말한다. 그러나 비교적 솜씨가 숙달되고 난 다음이 아니고서는 어려운 방법이다. 더욱이 자습서로는 양서의 선택이 중요하다. 서성으로 알려졌던 왕희지의 글씨는 한국, 중국, 일본의 구별없이 어느 시대에나 본보기가 되어 있다. 이처럼 고인의 우품(사진：법첩에 의한)을 자습서로 할 경우와 스승의 육필(肉筆)을 자습서로 할 경우가 있다.
‘임서’에 대응되는 말로서 자운(自運)이 있는데, 이는 타인의 글씨를 참고로 하지 않고 자기의 힘으로 공부하고 연구하여 제작하는 것과 그 작품을 말한다. 깊이 글씨를 배운 사람이 아니고서는 개성이 풍부한 작품을 쓰는 것은 곤란하다. 자운의 경우 문자 하나하나를 아름답게 정감을 담아 쓴다는 것이 중요하지만 전체의 힘의 균형을 조정하는 것도 필요하다. 전체를 잘 마무리하는 것을 ‘장법(章法)’이라 한다.

## 같이 보기
- 서예